# الكسندر فوكس
الكسندر فوكس (بالألمانية: Alexander Fuchs)‏ هو لاعب كرة قدم ألماني، ولد في 5 يناير 1997 في ميونخ في ألمانيا. لعب مع نادي نورنبرغ.

## وصلات خارجية
- الكسندر فوكس على موقع قاعدة بيانات كرة القدم.إي يو (الإنجليزية)
- الكسندر فوكس على موقع Soccerway.com (الإنجليزية)
- الكسندر فوكس على موقع عالم كرة القدم.نت (الإنجليزية)